# Phil Abraham
Phil Abraham, aussi appelé le « Chet Baker du trombone »[réf. nécessaire], né le 2 juin 1962, est un musicien de jazz belge.

## Biographie
Après avoir étudié le piano classique, la guitare et l'harmonie, Phil Abraham est séduit par le jazz et le trombone, qu'il apprit en autodidacte. Son style évolua en parallèle avec l'histoire du jazz, et de même qu'il est aujourd'hui un grand soliste, il a travaillé avec de nombreux grands musiciens.
Phil Abraham a participé à plus de quatre-vingts albums, dont 13 avec son propre groupe. De nombreux big bands l'ont déjà invité comme soliste. Il a fait partie pendant 6 ans de l'ONJ (Orchestre national de jazz) en France pour de nombreuses tournées et enregistrements.
Phil Abraham consacre également sa carrière à l'enseignement. Il a été professeur d'improvisation vocale à Anvers et Bruxelles et est maintenant professeur de trombone au conservatoire royal de Bruxelles et professeur de jazz au conservatoire à rayonnement régional de Douai.
Phil Abraham a également développé le nouveau trombone jazz "Xtreme" AC430T avec la marque Antoine Courtois.

## Discographie
- 1986 : Phil Abraham Quartet (Multimix Records)
- 1990 : At The Sugar Village (Aurophon)
- 1991 : Stapler (Igloo)
- 1997 : En Public (Lyrae)
- 1999 : Fredaines (Lyrae)
- 2003 : Jazz me Do (Lyrae)
- 2003 : Surprises (Lyrae)
- 2006 : From Jazz To Baroque, ou l'inverse! (Mogno)
- 2006 : K.Fée Live (K.Fée)
- 2007 : Jazz Me 2 Do (Alone Blue Record)
- 2014 : Roots and Wings (Challenge)
- 2018 : For 4 Brothers + 1 (Hypnote)
- 2020 : Beauty first (auto-production)

## Principaux musiciens avec lesquels Phil Abraham a joué
Michel Petrucciani, Charles Aznavour, Claude Nougaro, Clark Terry, Hal Singer, Mino Cinelu, Toots Thielemans, Klaus Ignatzek, John Surman, Art Farmer, Michel Herr, Andy Emler, Paolo Fresu, John Engels, Dusko Goykovich, Benny Bailey, Bart Van Lier, Henri Texier, Ivan Paduart, Daniel Humair, Deborah Brown, Maria Schneider, John Lewis, Didier Lockwood, Lou Bennett, Dee Dee Bridgewater, Claudio Roditi, William Sheller, Michel Legrand, Lucky Peterson,...